# Statistisches Landesamt des Freistaates Sachsen
Das Statistische Landesamt des Freistaates Sachsen  ist als nachgeordnete Behörde dem Sächsischen Staatsministerium des Innern unterstellt und übernimmt für den Freistaat Sachsen die Aufgaben der Amtlichen Statistik, dazu zählen Datenerhebung und -verarbeitung sowie Analyse und Veröffentlichung von Ergebnissen.

## Geschichte
Das Statistische Landesamt des Freistaates Sachsen wurde zum 1. Januar 1992 neu gegründet. Zuvor steht eine lange Tradition der sächsischen Amtlichen Statistik. Im August 1850 wurde das „Statistische Bureau des Ministeriums des Innern“ eingerichtet. Dieses Statistische Büro war die Fortsetzung des „Statistischen Vereins für das Königreich Sachsen“, der im Jahre 1831 ins Leben gerufen worden war. In den Jahren zuvor sind zwar auch statistische Erhebungen in größerem Umfang in Sachsen vorgenommen worden, aber erst mit der Errichtung des Statistischen Vereins begann die systematische, zahlenmäßige Beobachtung des Landes. Damit kann das Jahr 1831 als die Geburtsstunde der Amtlichen Statistik in Sachsen angesehen werden.
Die sächsische Landesstatistik hatte in ihrer Geschichte zwei einschneidende Unterbrechungen von insgesamt knapp sechs Jahrzehnten hinnehmen müssen. Im Zeitraum 1933 bis 1945 wurden die Statistischen Landesämter in ihrer Tätigkeit stark beschnitten. In der DDR wurden sie mit dem Wegfall der Länder 1952 aufgelöst. Statistik war in diesen Zeiten weitgehend eine zentrale Angelegenheit.
Zum Ende des Jahres 2018 gab der ehemalige Oberbürgermeister von Großenhain, Burkhard Müller (CDU), das Beschäftigungsverhältnis als Präsident des Landesamtes aus privaten Gründen auf. Von Beginn des Jahres 2019 bis zum 30. Juni 2020 war Carolin Schreck, eigentlich seit 2011 Vizepräsidentin der Landesdirektion Sachsen, im Rahmen einer Abordnung als Präsidentin des Landesamtes tätig. Ihr folgte nach etwa einem Jahr zum 1. Juni 2021 Martin Richter.

### Chronik zu statistischen Arbeiten in Sachsen
- 1474: Feststellung der Regierung über das im Land vorhandene Vermögen und über die Zahl der ansässigen Einwohner.
- 1575: Kurfürst August erlässt eine Verordnung „zur Bekämpfung der Teuerung“. Damit verbunden sind u. a. eine Haushaltszählung, eine Erhebung von Anbau oder Kauf von Getreide, Vorratshaltung und Übersicht über das Handwerk.
- 1768: Erhebung über Viehbestände für das ganze Land; es handelt sich dabei um die ältesten Daten einer Viehzählung in Sachsen.
- 1771: Generalverordnung zur Bereitstellung von Zahlenmaterial über die Größe der mutmaßlichen Produktion und Konsumtion an Feldfrüchten, besonders an Getreide; diese Verordnung wurde ursprünglich durch den hohen Stand der Getreidepreise veranlasst.
- 1831:
  - 6. Januar: Aufruf zur Bildung eines freien Vereins für vaterländische Staatskunde in der Leipziger Zeitung.
  - 11. April: Mandat des sächsischen Königs Anton, den statistischen Verein für das Königreich Sachsen betreffend.
  - 12. Mai: Errichtung einer statistischen Landeszentrale, des sogenannten Statistischen Vereins unter anderem durch Friedrich Ludwig Breuer, Wilhelm Ernst August von Schlieben und Wilhelm Gotthelf Lohrmann. Der erste Vorsitzende dieses Vereins war der spätere Finanzminister Heinrich Anton von Zeschau, der sich insbesondere auch um den Beitritt Sachsens zu dem – auch für die Entwicklung der einheitlichen Statistik wichtigen – Zollverein verdient gemacht hat.
  - Dezember: Erste Lieferung der „Mitteilungen des statistischen Vereins für das Königreich Sachsen“ erschienen.
- 1832: Am 3. Juli wird dem Verein die Prüfung und Zusammenstellung der Ergebnisse der Volkszählung übertragen. Es ist der erste offizielle Auftrag dieser Art einer königlichen Behörde. Für diese Arbeiten erhält der Verein 196 Taler.
- 1834:
  - Zum ersten Mal findet im Auftrag des Königlichen Ministeriums des Innern eine Viehzählung statt. Dies ist ein Zeichen der zunehmenden Bekanntheit und Anerkennung des Vereins.
  - Am 1. Dezember findet eine Volkszählung statt, bei der zum ersten Mal alle Personen namentlich aufgeführt werden.
- 1846: Aufbereitung des Materials der Volkszählung für Zwecke des Zollvereins, die Ende des Jahres 1848 beendet wird. Es ist die letzte große Aufgabe des Vereins. Ende 1846 sind im Büro des Vereins 15 Expedienten und Hilfsarbeiter beschäftigt.
- 1850: Am 1. August um 12 Uhr mittags wird auf Beschluss des Ministeriums des Innern, sowie Anregung des Vereins selbst, das Statistische Büro des königlichen Ministeriums des Innern gegründet. Der Geheimrat Albert Christian Weinlig übernimmt die Leitung und das gesamte Personal des Statistischen Vereins. Hauptamtlich wurden die Geschäfte bis 1858 von Ernst Engel geführt. Erste Aufgabe war die 1849 begonnene Volkszählung verbunden mit einer Berufs- und Gewerbezählung fortzusetzen. Damit entstanden die ersten umfassenden und zuverlässigen Nachweise über die berufliche Gliederung und die Gewerbetätigkeit der sächsischen Bevölkerung
- 1853: Das Jahrbuch für Statistik und Staatswirtschaft des Königreichs Sachsen wird von Ernst Engel herausgegeben.
- 1855: Ernst Engel begründet die Zeitschrift des Statistischen Büros. Die Volkszählung ist mit 16 Fragen besonders umfangreich und stößt in der Bevölkerung auf Widerstand. Daraufhin wird sie in den folgenden Jahren wieder vereinfacht. In dieser Zeit finden in der Regel aller drei Jahre Volkszählungen statt.
- 1858: Nach den Widerständen gegen zu weit ins Einzelne gehende Statistiken erklärt Ernst Engel seinen Rücktritt.
- 1870: Zum ersten Mal erscheint der Kalender für das Königreich Sachsen, aus dem später das Statistische Jahrbuch hervorgeht.
- 1871: Nach Gründung des Deutschen Reiches findet am 1. Dezember die erste gesamtdeutsche Volkszählung statt. Das Deutsche Reich hat 41 Millionen Einwohner, davon leben 2,556 Millionen in Sachsen.
- 1872: Aus Teilen des Zentralbüros des Zollvereins wird ein Kaiserlich Statistisches Amt geschaffen und vergrößert, fortschreitende Vereinheitlichung und Zentralisierung von Erhebungen, Konferenzen der Reichs- und Landesstatistiker sind die Folge.
- 1873: Auf Weinlig folgte nach dessen Tod der Geheime Regierungsrat Julius Ambrosius Hülße, der die Leitung bis 1875 weiterführt. Unter seiner Amtsführung wurde das erste Statistische Jahrbuch von 1873 herausgegeben.
- 1875: Vorbereitung der Volks- und Gewerbezählung, dabei werden erstmals in Sachsen freiwillige Zähler eingesetzt. Durch Vorträge und über die Lokalpresse soll die Bevölkerung für die Zählung interessiert werden. Das Statistische Büro übernimmt erstmals die Bearbeitung der Einkommensteuerstatistik für das Königliche Finanzministerium. Es wird das vom Reich vorgeschriebene Gemeindeverzeichnis vorbereitet, eine Statistik der Arbeiterverhältnisse und der Wohlfahrtseinrichtungen. Um diesen gewaltigen Entwicklungen gerecht zu werden, wird als Direktor im Hauptamt Viktor Böhmert berufen. Ihm wurde auch die neue Professur für Nationalökonomie und Statistik am Polytechnikum in Dresden übertragen, damit erhielt das Statistische Büro eine größere Selbständigkeit.
- 1877: Auftrag vom Innenministerium, künftig die Dampfmaschinen- und Dampfkesselstatistik zu bearbeiten.
- 1879: Im Kadettenhaus in der Neustadt (Ritterstraße) können nach Abschluss der erforderlichen Umbauten neue größere Räume von 39 Mitarbeitern bezogen werden.
- 1890: Volkszählung.
- 1895: Nach Böhmerts Ausscheiden ging die Leitung des Statistischen Büros auf Arthur Geißler über, der bis dahin stellvertretender Direktor des Statistischen Büros gewesen war. Zur damaligen Zeit wurden bereits Additionsmaschinen und Maschinen zur Berechnung von Verhältniszahlen benutzt. Als besonderen Fortschritt der Aufbereitungstechnik galt der Wechsel vom sogenannten Strichelverfahren zum Legeverfahren.
- 1902: Nach einer vorübergehenden kurzen Leitung durch Ökonomierat Oskar Sieber übernahm im August der Geheime Regierungsrat Eugen Würzburger (1858–1938) die Amtsgeschäfte. Er war davor bereits als Direktor des Städtischen Statistischen Amtes der Stadt Dresden tätig.
- 1904: Erste Wohnungszählung findet in ausgewählten Städten statt.

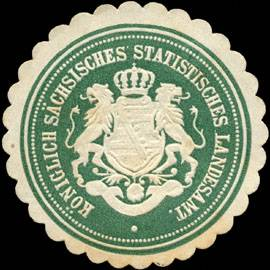
Siegelmarke Königlich Sächsisches Statistisches Landesamt

- 1905: Das Statistische Büro des Ministeriums des Innern erhält den Namen „Statistisches Landesamt“.
- 1910: Bei der Volkszählung wurden erstmals Lochkartenmaschinen in größerem Maße eingesetzt.
- 1914 bis 1918: Der Erste Weltkrieg sorgt für Personalmangel und eingeschränkte Arbeitsmöglichkeiten des Amtes.
- 1916: Durchführung einer Volkszählung, um versorgungsberechtigte Zivilbevölkerung zu ermitteln.
- 1917: Auf Bitte der türkischen Regierung weilt der Präsident Eugen Würzburger bis Kriegsende in der Türkei, um die türkische Statistik zu organisieren.
- 1919: Durch die neue Reichsverfassung bleibt der Bundesstaatscharakter Deutschlands grundsätzlich erhalten und damit auch das System der föderalen Statistik. Es kommt trotzdem für die Landesstatistik zu Einbußen. Einige Anstalten und Verwaltungszweige mit ihren Statistiken, die früher den Bundesstaaten unterstellt waren, werden nun ausschließlich Reichssache.
- 1920: Felix Burkhardt beginnt am 1. Januar als wissenschaftlicher Mitarbeiter im Statistischen Landesamt.
- 1921: Die Dienstbezeichnung wird von Direktor in Präsident umbenannt. Das Statistische Landesamt wird in drei Abteilungen untergliedert. Die erste Abteilung unter Georg Hoffmann (1886–1972) beschäftigt sich mit der allgemeinen Verwaltung, der Bibliothek, dem Archiv und mit der Verwaltungs-, Justiz- und Finanzstatistik sowie der Landwirtschaft. In der zweiten Abteilung finden sich die Bevölkerungs-, Bildungs- und Kulturstatistik, welche zuerst von Georg Lommatzsch, ab 1922 von Felix Burkhardt geleitet wird. Geführt wird die dritte Abteilung von Arno Pfütze (1875–1960), hier werden die Wirtschaftsstatistiken bearbeitet.
- 1923: Im September 1923 schied Würzburger aus, weil er die gesetzliche Altersgrenze erreicht hatte. Sein Nachfolger wird Arno Pfütze.
- 1925: Die Volks-, Berufs- und Betriebszählung ist das größte bisher veranstaltete Zählungswerk des Deutschen Reiches. Für die Bearbeitung erhielt das Statistische Landesamt einen Zuschuss vom Reich in Höhe von fast einer Million Reichsmark.
- 1926: Beginn der Herausgabe der statistischen Monatsberichte für den Freistaat Sachsen. Diese enthalten nicht nur das vom Amt erarbeitete statistische Material, sondern auch Daten anderer Behörden und privater Stellen. Mit der Herausgabe der Monatsberichte entspricht das Amt besser den Bedürfnissen nach aktueller Information über die wichtigsten statistischen Wirtschaftsdaten Sachsens.
- 1933: Mit der Machtergreifung durch die Nationalsozialisten wird die deutsche Reichsstatistik stark zentralisiert, dem Landesamt gehen wesentliche Aufgaben verloren.
- 1936: Georg Hoffmann übernimmt die Amtsgeschäfte als Direktor.
- 1939: Als der Zweite Weltkrieg ausbricht, wird die Statistik auf die Belange der Kriegführung und einer Eigenversorgung der Wirtschaft umgestellt. In der Zeitschrift erscheinen Todesanzeigen für gefallene Mitarbeiter. Am 1. August tritt Arno Pfütze wieder in das Statistische Landesamt ein.
- 1941: Am 30. September scheidet Arno Pfütze endgültig aus.
- 1943: Das Erscheinen der Zeitschrift des Statistischen Landesamtes wird vorläufig eingestellt.
- 1945:
  - Beim Bombenangriff auf Dresden am 13./14. Februar wird das Gebäude des Statistischen Landesamtes in der Ritterstraße und mit ihm die über 160.000 Bände umfassende Bibliothek sowie das Archiv von Flammen zerstört. Lediglich vereinzelt waren Arbeitsmaterialien durch die Mitarbeiter ausgelagert worden.
  - Die Sowjetische Militäradministration (SMAD) übernimmt nach Kriegsende die gesamte Verwaltung in ihrer Besatzungszone. Ein statistisches Büro der SMAD ist für den Aufbau einer neuen amtlichen Statistik verantwortlich. Es wird eine deutsche Zentralverwaltung für Statistik in der sowjetischen Besatzungszone eingerichtet. Daneben kommt es zu einer Neubildung der Statistischen Landesämter, welche sich am früheren Aufbau orientieren. Sie stoßen damit von Anfang an auf Widerstand. Bis 1950 sind die Landesämter Organe der Landesregierungen, womit die Zentralverwaltung keine direkte Weisungsbefugnis hatte.
- 1946: Mit Johanna Heß übernimmt zum ersten Mal eine Frau die Leitung des Statistischen Landesamtes. Als 90. und letzter Jahrgang erscheint die Zeitschrift mit Ergebnissen der Volkszählungen von 1945 und 1946.
- 1949: Zum 31. Mai scheidet Heß aus, um die Stelle als stellvertretende Leiterin des Statistischen Zentralamtes in Berlin anzutreten.
- 1950: Am 16. Februar erfolgt die Verordnung zur Neuordnung des statistischen Dienstes. Damit wird ein zentralisiertes statistisches Organ geschaffen. Die Statistischen Landes- und Kreisämter werden aus den Landes- und Kreisverwaltungen herausgelöst und dem Statistischen Zentralamt der DDR direkt unterstellt.
- 1952: Ab dem 1. Juni übernimmt der Mathematiker Haering die Leitung des Amtes. Im gleichen Jahr wird die Auflösung der Länder, (alten) Kreise sowie Landesämter vollzogen, diese werden durch die Bezirksstellen für Statistik ersetzt.
- 1990: Mit der Wiedervereinigung Deutschlands kommt es zur Bildung eines gemeinsamen Statistischen Amtes der neuen Länder (GeStAL).
- 1991: Im Juni kommt es zur Einrichtung eines Stabes zur Errichtung eines Statistischen Landesamtes unter Leitung von Ullrich Eichler.
- 1992:
  - Am 1. Januar wird entsprechend Einigungsvertrag das GeStAL in Einrichtungen der Länder (Statistisches Landesamt des Freistaates Sachsen) überführt.
  - Peter Fischer übernimmt am 26. Oktober das Amt des Präsidenten.
- 1993: Berufung von Peter Fischer zum Landeswahlleiter des Freistaates Sachsen.
- 1998: Am 1. Februar wird Henry Hasenpflug Präsident des Statistischen Landesamtes.
- 2001: Ab dem 1. Januar übernimmt Hartmut Biele die Amtsleitung als Präsident.
- 2004: Zum 1. Juli wird Irene Schneider-Böttcher zur Präsidentin des Statistischen Landesamtes ernannt.
- 2011: Der Zensus 2011 wird auch in Sachsen durchgeführt. Das Forschungsdatenzentrum des Statistischen Landesamtes ist dauerhaft etabliert. Ein Pilotprojekt des Forschungsdatenzentrums der Bundesagentur für Arbeit wird in der Außenstelle Dresden eingerichtet.
- 2013: Irene Schneider-Böttcher verlässt das Statistische Landesamt
- 2014 bis 2015: die Stelle der Präsidentin / des Präsidenten bleibt vakant
- 2015 bis 2018: Burkhard Müller übernimmt das Amt des Präsidenten.
- 2019 bis 2020: Carolin Schreck wird neue Präsidentin.
- seit 2021: Martin Richter ist neuer Präsident des Statistischen Landesamtes des Freistaates Sachsen.
- 2022:
  - Das Statistische Landesamt feiert 30- jähriges Bestehen
    - Zensus 2022: Der Zensus startet am 15. Mai 2022 mit einem Jahr Verspätung, bedingt durch Corona.

## Aufgaben
Die amtliche Statistik der Bundesrepublik Deutschland arbeitet in einem Verbund, der aus dem Statistischen Bundesamt und den Statistischen Landesämtern besteht. Dieser Verbund hat Daten auf gesetzlicher Grundlage zu erheben, zu sammeln, aufzubereiten, zu analysieren und zu veröffentlichen.
Im Einzelnen umfasst dies insbesondere:
- die Durchführung von gesetzlich festgelegten Statistiken und Gesamtrechenwerken,
- den Betrieb und die Weiterentwicklung eines öffentlich zugänglichen Informationssystems,
- wissenschaftliche Analysen, Prognosen und Berichte,
- Forschungsaufträge und Gutachten,
- die Unterstützung staatlicher Behörden in statistischen Fragestellungen.

Die Rechtsgrundlagen des Statistischen Landesamtes sind das Bundesstatistikgesetz (BStatG) und das Sächsische Statistikgesetz (SächsStatG) sowie das Bundesdatenschutzgesetz (BDSG).
Neben EU- und Bundesstatistiken werden auch Landesstatistiken auf unterschiedlicher Grundlage erstellt.
Als fachstatistische Daueraufgaben werden in Sachsen
- 237 EU- und Bundesstatistiken,
- 16 koordinierte Länderstatistiken,
- 30 generelle Länderstatistiken,
- 3 spezielle Landesstatistiken bearbeitet.

Entsprechend dem Informationsbedarf von Bund, Ländern, Gemeinden, Landkreisen und sonstigen kommunalen Körperschaften, der Gesellschaft, Wirtschaft, Wissenschaft und Forschung werden vom Statistischen Landesamt laufend Daten über Massenerscheinungen erhoben. Die so erhobenen oder gesammelten Daten werden vom Statistischen Landesamt unter Anwendung wissenschaftlicher Erkenntnisse und unter Einsatz der jeweils sachgerechten Methoden und Informationstechniken aufbereitet, analysiert und veröffentlicht. Der Schutz der Privatsphäre, die Neutralität, Objektivität, wissenschaftliche Unabhängigkeit, statistische Geheimhaltung und frühestmögliche Anonymisierung sind Grundsätze der Arbeit der Statistik in Sachsen.
Die für die amtliche Statistik im Freistaat Sachsen erhobenen Einzelangaben dienen ausschließlich den in Rechtsvorschriften festgelegten Zwecken.
Die amtliche Statistik beachtet das Grundrecht auf informationelle Selbstbestimmung und ist Voraussetzung für eine am Sozialstaatsprinzip des Grundgesetzes für die Bundesrepublik Deutschland orientierte Politik.

## Themenbereiche
Themenbereiche sind unter anderem:
| - Gebiet und Bevölkerung - Umwelt und Verkehr - Soziales, Gesundheit und Bildung | - Finanzen, Öffentlicher Dienst, Steuern und Recht - Wirtschaft und Gesamtrechnungen - Arbeitsmarkt, Verdienste und Preise | - Wahlen - Zensus - Regionalstatistiken |

## Publikationen
Die Ergebnisse der durchgeführten amtlichen Erhebungen werden in verschiedensten Publikationen und Formen zur Verfügung gestellt. Diese können im Internet weitgehend kostenfrei heruntergeladen bzw. über den Shop bestellt werden. Dazu zählen:
- Statistische Berichte
- Statistik in Sachsen
- Statistisch betrachtet
- Sachsen in Karten
- Atlas Sächsischer Kommunalindikatoren (ASK)[4][5]
- Faltblätter und Informationsmaterial zu den Themengebieten